# Łuk w ośli grzbiet

Łuk w ośli grzbiet

Łuk w ośli grzbiet (łuk stępkowy) – łuk, którego nazwa wywodzi się od kształtu grzbietu osła, nazywany również łukiem stępkowym, ponieważ jego krawędź wygląda jak profil leżącego na plecach statku stępkowego, a także łukiem siodłowym. Ma swoje początki w Indiach, gdzie był stosowany od III w. p.n.e., a w Europie szerzej dopiero od XIII/XIV w. w okresie późnego gotyku, szczególnie pod koniec XIII w. w Anglii, we Francji i w neogotyku. W Polsce ośli grzbiet występuje m.in. w Starym Ratuszu w Olsztynie oraz w kościele w Gorysławicach w woj. świętokrzyskim.

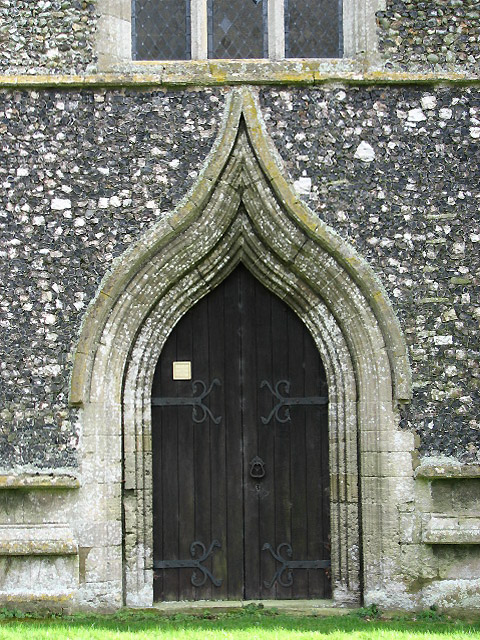
Łuk w ośli grzbiet w kościele St Nicholas’ Church w Ashill w Anglii, XIV w.

Jest jednym z łuków ostrych, charakterystycznym dzięki esowatemu kształtowi ramion i wysmukłemu profilowi szczytowej części. Ośli grzbiet nie ma przewagi konstrukcyjnej nad innymi łukami. Jest od wielu z nich słabszy, ale zdobył swoją popularność dzięki walorom dekoracyjnym.